# Lý Vũ Xuân
Lý Vũ Xuân (tiếng Trung: 李宇春, tiếng Anh: Chris Lee hay Li Yuchun, sinh ngày 10 tháng 3 năm 1984) là một nữ ca sĩ, nhạc sĩ kiêm diễn viên điện ảnh người Trung Quốc. 
Cô nhanh chóng nổi tiếng khi giành giải quán quân trong cuộc thi tiếng hát toàn quốc Super Girls năm 2005. 

## Thời niên thiếu
Lý Vũ Xuân lớn lên trong một gia đình bình thường ở Thành Đô, tỉnh Tứ Xuyên. Cha cô, một sĩ quan cảnh sát đường sắt, còn mẹ là một người nội trợ chăm lo cho cuộc sống cả gia đình. Ông nội cô là một giáo sư khoa Trung văn đại học Tứ Xuyên, là người đã đặt cho cô cái tên Lý Vũ Xuân, với ngụ ý: hy vọng cô sẽ giống như mùa xuân trong vũ trụ, luôn luôn tràn trề sức sống, tuổi xuân dồi dào.
Gia đình dạy dỗ nghiêm khắc, 12 tuổi học nội trú, lên trung học đoạt được  danh hiệu vô địch "Ca sĩ học đường", năm 18 tuổi tổ chức concert đầu tiên trong đời mang tên "Chiến dịch cuối cùng" trước khi tốt nghiệp trung học, sau đó đậu á khoa vào Học viện Âm nhạc Tứ Xuyên.

## Sự nghiệp

### Sơ lược
- Năm 2005 (21 tuổi), Lý Vũ Xuân đoạt được giải quán quân cuộc thi toàn quốc Giọng Nữ Siêu Cấp (Super Girl).
- Năm 2006 phát hành album đầu tay "Hoàng hậu và ước mơ", đạt được lượng tiêu thụ cuối năm là 1.370.000 bản; sáng lập thương hiệu liveshow cá nhân Why Me, được xưng là "Nữ hoàng sân khấu". Là ca sĩ đầu tiên được đưa vào bộ sách giáo khoa Trung Quốc với thân phận là nhân vật đại diện cho nền văn hóa mới của Trung Quốc, còn trở thành ca sĩ nghệ sĩ đầu tiên được in tem ở Trung Quốc.[1]
- Năm 2007 phát hành album thứ 2 "Của tôi", cũng lần đầu tiên tổ chức tour diễn trên cả nước, đồng thời được lên trang bìa tạp chí TIME của Mỹ.
- Năm 2008 phát hành album mini "Thiếu niên Trung Quốc", và nhận được giải thưởng "Ca sĩ được yêu thích nhất Trung Quốc" của giải Âm nhạc Châu Á MTV.
- Năm 2009 phát hành album sáng tác đầu tay "Chris Lee", gia nhập Madame Tussauds[2], được dựng tượng sáp tại bảo tàng Thượng Hải.
- Năm 2010 thành lập studio của riêng mình.
- Năm 2011 phát hành album "Thanh niên văn nghệ biết nhảy múa".
- Năm 2012 phát hành album "Không điên cuồng nữa thì chúng ta sẽ già mất"; cử hành tour diễn Wild World Tour qua nhiều thành phố lớn như Bắc Kinh, Quảng Châu, Thượng Hải, Nam Kinh, Vũ Hán, London... sau khi DVD được phát hành đã trở thành DVD bán chạy nhất trên trang web Amazon năm 2013; nhận được giải thưởng “Ca sĩ xuất sắc nhất Châu Á” của giải MAMA Hàn Quốc.
- Tháng 5.2013, lần đầu tiên bước trên thảm đỏ Liên hoan phim Cannes với thân phận là gương mặt đại diện của thương hiệu mỹ phẩm Ol'real Paris[3]; tháng 11, cùng với tác phẩm tự sáng tác "Không điên cuồng nữa thì chúng ta sẽ già mất", Lý Vũ Xuân nhận được giải thưởng lớn "Nghệ sĩ xuất sắc nhất toàn cầu" của giải MTV EMA Châu Âu.
- Năm 2014 phát hành album tự sáng tác "1987 Tôi không biết sẽ gặp bạn", lần thứ 2 tham dự Liên hoan phim Cannes, là khách mời danh dự đảm nhiệm vai trò trao giải trên sân khấu Cannes[4]; nhận được giải thưởng "Lượng tiêu thụ album cao nhất khu vực Trung Hoa" của giải World Music Awards[5], nhận được giải thưởng "Phụ nữ xuất sắc nhất" của APEC Woman 2014.[6]
- Năm 2016 phát hành album "Dã man sinh trưởng".
- Năm 2017 phát hành album "Thịnh hành".
- Năm 2019 phát hành album "Oa".

Tính đến nay tổng cộng đã phát hành 10 album có lượng tiêu thụ vô địch trong cả nước, tổ chức 24 liveshow cá nhân.
Ngoài sự nghiệp âm nhạc, năm 2009 Lý Vũ xuân lấn sân sang lĩnh vực điện ảnh, tham gia đóng các phim điện ảnh "Thập nguyệt vi thành" (2009), "Long môn phi giáp" (2010), "Huyết trích tử" (2011). Với bộ phim điện ảnh đầu tay "Thập Nguyệt Vi Thành", Lý Vũ Xuân nhận được giải "Diễn viên mới xuất sắc nhất" của Hội đạo diễn Hồng Kông. Năm 2013 tham gia diễn vai chính trong vở kịch "Một giấc mơ tựa như giấc mơ" của đạo diện Lại Thanh Xuyên, với hơn 50 buổi diễn trong và ngoài nước.
Lý Vũ Xuân là hình tượng phát ngôn viên trọn đời của Quỹ Tình yêu Yumi, là quỹ từ thiện do fan của Lý Vũ Xuân lập nên, trực thuộc Hội Chữ thập đỏ Trung Quốc; là đại sứ Giờ Trái Đất của Quỹ WWF (Quỹ Quốc tế Bảo vệ Thiên nhiên) tại Trung Quốc.

### Chi tiết

##### Sự nghiệp thời kỳ đầu mới ra mắt (2005 - 2008)
Năm 2005
- Ngày 26.8, cô sinh viên năm 3 Học viện Âm nhạc Tứ Xuyên - Lý Vũ Xuân 21 tuổi đoạt giải quán quân cuộc thi Super Girl toàn quốc do đài truyền hình Hồ Nam phát động, trở thành thần tượng đầu tiên được toàn dân Trung Quốc bầu chọn.
- Tháng 9, Lý Vũ Xuân phát hành đĩa đơn "TMD Em yêu anh", đoạt được giải thưởng "Ca sĩ xuất sắc toàn quốc" tại lễ trao giải Metro Madden Hồng Kông cùng các giải thưởng khác.
- Ngày 24.10, Lý Vũ Xuân ký hợp đồng với công ty đĩa hát Thái Hợp Mạch Điền Taihe Rye. Trong sự cạnh tranh đông đúc giữa các công ty đĩa hát, CEO của Taihe Rye là Tống Kha khi nói đến tương lai phát triển của Lý Vũ Xuân trên nhạc đàn đã bày tỏ: "Nhạc đàn Hoa ngữ không có tiêu chuẩn khuôn mẫu, Lý Vũ Xuân chính là tiêu chuẩn khuôn mẫu."

Từ đó Lý Vũ Xuân từ một sinh viên bình thường trở thành một ca sĩ. Cùng năm, Lý Vũ Xuân là ca sĩ đầu tiên trong nước được lên trang bìa tạp chí TIME của Mỹ, được xưng là một trong 19 anh hùng Châu Á., đồng thời truyền thông quốc tế như NBC Mỹ, BBC Anh tiến hành báo cáo chuyên đề. Lý Vũ Xuân còn là ca sĩ người Hoa đầu tiên lên trang bìa các tạp chí "Hoàn Cầu" của Tân Hoa Xã, "Life Weekly", "New Weekly", nhận được giải thưởng "Nhân vật vượt trội hằng năm" của "New Weekly", cũng trở thành cái tên được tìm kiếm từ khóa nhiều nhất trên mạng tìm kiếm Baidu. 
Năm 2006
- Tháng 1, Lý Vũ Xuân được mời đến Anh quốc tham gia khởi động hoạt động "Trung Quốc London 2006", cùng thị trưởng London thắp sáng đèn lồng Trung Hoa trong hoạt động đặc biệt. Sau đó, Lý Vũ Xuân được Tổng công ty Tem Quốc gia phát hành "Bộ tem Lý Vũ Xuân cá tính hóa", 8 bản bưu thiếp kỷ niệm, trở thành nghệ sĩ đầu tiên được in tem và bưu thiếp Trung Quốc.
- Tháng 3, Lý Vũ Xuân phát hành đĩa EP "Vũ cùng bạn bên nhau", số lượng hạn chế 84.310 bản, trong đó sử dụng ca khúc đơn "Mùa đông vui vẻ" do Cao Hiểu Tùng viết lời, Trương Á Đông chế tác, sáng lập nên kỷ lục hơn 200 đơn đặt hàng tính trong 1 giây trên mạng, sau 20 ngày lợi nhuận lên đến 60 vạn NDT.
- Ngày 10.3, Lý Vũ Xuân lần đầu tổ chức liveshow Why Me tại Thành Đô, xác lập nên thương hiệu concert cá nhân đầu tiên của Trung Quốc.
- Tháng 5, Lý Vũ Xuân tổ chức concert unplugged ở sân khấu lớn Thượng Hải, trở thành ca sĩ đầu tiên chưa phát hành album nào đã tổ chức được liveshow với số lượng hàng chục ngàn khán giả
- Tháng 9, Lý Vũ Xuân phát hành album đầu tay "Hoàng hậu và ước mơ", cử hành liveshow tuyên truyền tại Trung tâm Triển lãm Bắc Kinh, lượng tiêu thụ album tính trong năm đó đạt được 1.370.000 bản, trở thành album bán chạy nhất Trung Quốc, cũng là album có thu phí được tải về đứng thứ 2 trên iTune.
  - Với album đầu tay, Lý Vũ Xuân nhận được các giải thưởng "Ca sĩ mới được yêu thích nhất", "Nữ ca sĩ được yêu thích nhất", "Nữ ca sĩ xuất sắc nhất", "Nữ ca sĩ có sức ảnh hưởng lớn nhất" của các bảng xếp hạng Music Radio Trung Quốc, bảng xếp hạng âm nhạc Phong Vân, Trung Quốc Original Music Billboard, bảng xếp hạng Âm nhạc Hoa ngữ toàn cầu, Singapore Hit Awards,..
  - Các ca khúc trong album như "Hoàng hậu và ước mơ", "Loving", "Mưa rơi", "Băng cúc vật ngữ", "Happy Wake up" chia nhau đoạt được vị trí vô địch trên các bảng xếp hạng.

Cùng năm, Lý Vũ Xuân đứng thứ 6 trong danh sách những người nổi tiếng của bảng xếp hạng Forbes Trung Quốc; ca sĩ đầu tiên được đưa vào bộ sách giáo khoa Trung Quốc với thân phận là nhân vật đại diện cho nền văn hóa mới của Trung Quốc. Cô còn trở thành ca sĩ nghệ sĩ đầu tiên được in tem ở Trung Quốc; thêm nữa nhờ biểu hiện xuất chúng, trước đêm tốt nghiệp đại học đã được Học viện Âm nhạc Tứ Xuyên trao tặng giải thưởng âm nhạc Tứ Xuyên vinh dự nhất.
Năm 2007
- Năm 2007, Lý Vũ Xuân phát hành album thứ 2 "Của tôi", số lượng tiêu thụ đột phá 200.000 bản so với album trước, trở thành album trong nước có lượng tiêu thụ vô địch trong năm, cũng là album kế tiếp có thu phí được tải về đứng thứ 3 trên iTune.
  - Với album này, Lý Vũ Xuân lần thứ 2 nhận được giải thưởng "Nữ ca sĩ được yêu thích nhất" của Bảng xếp hạng Music Radio Trung Quốc và Bảng xếp hạng các ca khúc Trung Quốc, giải "Nữ ca sĩ xuất sắc nhất" của Bảng xếp hạng nhạc Pop Trung Quốc, giải thưởng "Nữ ca sĩ có sức kêu gọi lớn nhất" trên trang mạng Baidu Entertainment, còn là nữ ca sĩ Trung Quốc đầu tiên cùng với Thành Long nhận được cúp kim cương “Nhân vật tiên phong Trung - Mỹ” ở Las Vegas.
  - Các ca khúc trong album như "Tàu điện ngầm trôi nổi", "Vương quốc của tôi", "Stop", "88 người bạn của tôi", thay nhau đoạt được vị trí vô địch trên các bảng xếp hạng lớn.
  - Album sau khi phát hành còn được các phương tiện truyền thông quốc tế như đài truyền hình Phú Sĩ Nhật Bản, tạp chí "POP ASIA" Nhật Bản, đài truyền hình SBS Hàn Quốc, tạp chí "STERN" Đức tiến hành báo cáo chuyên đề.

- Cùng năm, Lý Vũ Xuân tổ chức thành công liveshow Why Me năm thứ 2 tại Bắc Kinh, sau đó tổ chức tour diễn "Mine" qua 5 thành phố Nam Kinh, Quảng Châu, Thành Đô, Trùng Khánh, Hàng Châu.
- Dựa vào phẩm chất, tiêu chuẩn biểu diễn và thành tích phòng vé, lần thứ 2 lên trang bìa tạp chí TIME của Mỹ, lấy thân phận đại diện cho nền văn hóa mới của Trung Quốc tham dự giao lưu văn hóa ngàn năm Trung - Nga.
- Quỹ Tình yêu Yumi[8] (thành lập ngày 19.3.2006) từ Hội Chữ thập đỏ Trung Quốc trở thành một quỹ từ thiện đặc biệt riêng biệt, cũng mời Lý Vũ Xuân đảm nhiệm vai trò phát ngôn viên trọn đời, phạm vi hoạt động của quỹ mở rộng tất cả các hạng mục công ích. Lý Vũ Xuân còn phát hành ca khúc chủ đề của quỹ là "Giống Như Bạn", và 2 ca khúc nhạc phim "Hương hoa lê", "Yêu quá ngốc nghếch".
- Hợp tác với nhóm nhạc Mạch Điền Thủ Vọng Giả (Catcher in the Rye) thể hiện ca khúc chủ đề của tổ chức Hòa Bình Xanh - "Green", dựa vào đó được tạp chí "Glamour" nước Anh bầu chọn là một trong những phụ nữ kiệt xuất thế giới.

Cũng trong năm này Lý Vũ Xuân đứng thứ 8 trong danh sách những người nổi tiếng của bảng xếp hạng Forbes Trung Quốc, liên tục giữ vững vị trí ca sĩ đầu tiên trong danh sách này, được bình chọn là một trong 50 người Trung Quốc có sức ảnh hưởng nhất của Sở Nghiên cứu sự vụ Quốc tế Hoàng gia Anh (The Royal Institute of International Affairs), đứng thứ 44.
Năm 2008
- Năm 2008, Lý Vũ Xuân phát hành album tuyển chọn "N+1Evolution" và album thứ 3 "Thiếu niên Trung Quốc".
  - Đây là album mang khái niệm hoạch định độc lập đầu tiên của Lý Vũ Xuân, mang phong cách Trung Hoa, được Trung Quốc chỉ định là album tuyên truyền cho Thế Vận Hội Olympic Bắc Kinh 2008, trở thành album có lượng tiêu thụ cao nhất trong năm trên cả nước, cũng là album có thu phí được tải về đứng thứ nhất trên iTune, album tuyển chọn "N+1Evolution" cũng đạt kỷ lục về doanh số tiêu thụ. Album cùng với ca khúc cùng tên "Thiếu niên Trung Quốc" chỉ trong một tháng đã đạt lượng tiêu thụ cao nhất với 2.028.549 lượt tải về trên mạng.
  - Với album này, Lý Vũ Xuân liên tục 3 lần nhận được giải thưởng "Nữ ca sĩ được yêu thích nhất" của Bảng xếp hạng Music Radio Trung quốc và Bảng xếp hạng ca khúc Trung Quốc, cũng nhận được giải thưởng "Nữ ca sĩ được yêu thích nhất" và "Nữ ca sĩ xuất sắc nhất" của Bảng xếp hạng Âm nhạc xuất sắc Đông Nam, còn nhận được giải thưởng "Nữ ca sĩ Trung Quốc được yêu thích nhất" của giải MTV Châu Á lần thứ 6 (MTV ASIA AWARD) tổ chức tại Malaysia.
  - Các ca khúc "Thiếu niên Trung Quốc", "Học sinh cá biệt", "Tú tài Hồ Đồng", "Hoa dung sấu", "Tôi là XX của anh", "N+1", "Từ lúc đầu đã biết" chia nhau đoạt được vị trí vô địch trên các bảng xếp hạng âm nhạc lớn. Album sau khi phát hành được Reuters Anh Quốc tiến hành báo cáo chuyên đề.

- Lý Vũ Xuân trở thành tình nguyện viên chạy tiếp đuốc của Thế Vận Hội Olymbic Bắc Kinh, cũng là ca sĩ Trung Quốc duy nhất được đưa vào tài liệu tuyên truyền Olympic Bắc Kinh với 9 thứ tiếng nhằm quảng bá hình ảnh nước nhà.
- Liveshow Why Me lần thứ 3 cũng được tổ chức tại Thượng Hải.

##### Thời kỳ độc lập sáng tác - bước đầu lấn sân (2009 - 2010)
Năm 2009
- Năm 2009, Lý Vũ Xuân bắt đầu thử sáng tác nhạc. Trong album thứ 4 "Lý Vũ Xuân", Lý Vũ Xuân mang đến 9 ca khúc viết lời, 8 ca khúc viết nhạc, tổng cộng là 10 tác phẩm.
  - Album phát hành chỉ trong 12 ngày liền đạt kỷ lục vô địch doanh thu hằng năm.
  - Sau khi phát trên mạng di động vô tuyến, lượt tải về của album "Lý Vũ Xuân" đạt đến 8.666.226 lượt, đạt được giải thưởng lượng tiêu thụ cao nhất hằng năm, trong đó lượt tải nhạc chuông ca khúc "Gặp nhau tại giao lộ phía trước" do Lý Vũ Xuân sáng tác nhạc và lời sau 1 tháng đạt hơn 2 triệu lượt. Dưới tình huống không có bất kỳ hoạt động tuyên truyền hải ngoại nào, album "Lý Vũ Xuân" lặng lẽ 4 lần đánh vào bảng xếp hạng Đài Loan G-music.
  - Với album này Lý Vũ Xuân nhận được giải "Nữ ca sĩ được yêu thích nhất" của Bảng xếp hạng Âm nhạc Hoa ngữ toàn cầu; "Ca sĩ xuất sắc nhất" tại lễ trao giải của Bảng xếp hạng Music Radio; "Album xuất sắc nhất" của giải Đĩa hát vàng Trung Quốc; cũng nhận được giải "Nữ ca sĩ được yêu thích nhất" tại lễ trao giải Bảng xếp hạng Ca khúc Hoa ngữ toàn cầu lần thứ 9, phá vỡ cục diện 8 năm liền đều là ca sĩ Hồng Kông và hải ngoại nhận được giải thưởng này; giải thưởng quốc tế "Ca sĩ xuất sắc nhất Châu Á" của giải Asia Song Festival lần thứ 6 cử hành tại Hàn Quốc, trở thành ca sĩ trong nước duy nhất nhận được giải thưởng, đêm nhận giải đó Lý Vũ Xuân là ngôi sao nắm giữ lượng tìm kiếm cao nhất 80% trên trạng web Naver.
  - Các ca khúc "Gặp nhau tại giao lộ phía trước", "A Mo", "Hành khách bình thường", "Live", "Bạn nhỏ", "Đáng đời", "Vẫn còn em thương anh", "Tranh thêu Tứ Xuyên", "Why Me" chia nhau chiếm giữ vị trí vô địch trên các bảng xếp hạng âm nhạc lớn.

- Liveshow Why Me lần thứ 4 được tổ chức tại Quảng Châu, với ca khúc chủ đề “Why Me” lần đầu tiên được biểu diễn, đây cũng là ca khúc mà sau này mỗi năm đều được hát tại liveshow Why Me cùng với bài hát "Giống Như Bạn", mỗi năm biên khúc đều có sự khác lạ.

- Cùng năm, Lý Vũ Xuân lấn sân sang lĩnh vực điện ảnh, hợp tác với giám chế Trần Khả Tân, đạo diễn Trần Đức Sâm đảm nhiệm vai diễn trong bộ phim bom tấn "Thập nguyệt vi thành", đồng thời thể hiện ca khúc chủ đề của bộ phim là "Bụi Cát":
  - Lý Vũ Xuân trở thành ca sĩ đầu tiên trong lịch sử điện ảnh Hoa ngữ nhận được giải thưởng vàng của Điện ảnh Hồng Kông và 3 đề cử hạng mục (Diễn viên mới xuất sắc nhất, Diễn viên phụ xuất sắc nhất, Ca khúc nhạc phim điện ảnh hay nhất). Các giám khảo của giải thưởng chuyên nghiệp đều nhất trí khẳng định diễn xuất của Lý Vũ Xuân và đánh giá: "Mặc dù lần đầu tiên cô ấy làm diễn viên, nhưng biểu hiện của cô ấy lại mang đến cho người ta một cảm giác mới mẻ và tươi đẹp."
  - Cuối cùng, với "Thập nguyệt vi thành", Lý Vũ Xuân nhận được Giải thưởng lớn của Điện ảnh Châu Á, Giải thưởng của Hiệp hội Phê bình Điện ảnh Châu Á, Giải thưởng vàng Điện Ảnh Hồng Kông, Giải thưởng lớn của Hội đạo diễn Hồng Kông, Giải thưởng Bách Hoa Điện ảnh đại chúng, Giải thưởng của Liên hoan phim điện ảnh sinh viên và nhiều giải thưởng điện ảnh trong và ngoài nước khác.
  - Ngoài ra bộ phim đạt được thành tích phòng vé lên đến 300 triệu vé bán ra, trở thành bộ phim điện ảnh đứng đầu lĩnh vực điện ảnh cả nước trong năm 2009.

- Tháng 9, Lý Vũ Xuân được dựng tượng sáp tại Bảo tàng Madame Tussauds, trở thành thành viên trẻ tuổi nhất trong bảo tàng, sánh vai cùng với tượng sáp của Michael Jackson ở khu vực nhạc pop[2].
- Tháng 12, Lý Vũ Xuân tổ chức liveshow A Mo tại sân vận động Wukesong Bắc Kinh, trở thành nữ ca sĩ Châu Á đầu tiên biểu diễn tại đây, Wukesong  với 18.000 ghế ngồi đã bán sạch vé trong vòng 3 tiếng đồng hồ, lập nên kỷ lục phòng vé mới trên nhạc đàn Hoa ngữ.

Trong năm 2009, Lý Vũ Xuân trở thành ủy viên khóa 10 của Liên hiệp Thanh niên Trung Hoa toàn quốc, và là đại sứ truyền bá văn hóa cho di sản văn hóa phi vật thể Tranh thêu Tứ Xuyên của Trung Quốc; nhận được bình chọn "Lãnh đạo trẻ" của Tuần san Nam Phương Nhân Vật, giải thưởng từ bình chọn 60 nhân vật lớn có sức ảnh hưởng trong 60 năm nước cộng hòa của mạng lưới tin tức Trung Quốc; đồng thời lên trang bìa tạp chí TIMEOUT nước Anh và trang bìa tạp chí Nhân Dân Họa Báo bản nước ngoài, được Nhân Dân Họa Báo xưng là nhân vật chủ chốt mang tính biểu tượng cho văn hóa đối ngoại Trung Quốc.
Năm 2010
- Lý Vũ Xuân hợp tác cùng đạo diễn Từ Khắc diễn xuất trong bộ phim 3D đầu tiên của Trung Quốc "Long môn phi giáp", thành công khắc họa nên nhân vật nữ tặc Cố Thiểu Đường. Cư dân mạng nhận xét Lý Vũ Xuân diễn xuất giang hồ và phóng khoáng cùng cảm xúc nội tâm làm tăng thêm không ít điểm cho vai này, cái kiểu "trong ngoài không đồng nhất" này thành công sinh ra phản ứng hóa học trong phim, đồng thời cô ấy thường treo ở cửa miệng những câu khá kinh điển, trong đó có câu "Không nói chuyện tình cảm, chỉ bàn chuyện mua bán" được tìm kiếm trên mạng với hơn 1.340.000 lượt, nhanh chóng gây sốt. Tính riêng trong nước bộ phim cũng đạt được thành tích 565 triệu vé, trở thành bộ phim điện ảnh đứng thứ 2 trong nước vào năm 2011.
- Cùng năm, Lý Vũ Xuân hợp tác cùng đạo diễn Lưu Vỹ Cường thủ vai chính trong bộ phim điện ảnh âm nhạc "Khúc dạo đầu", xây dựng nên nhân vật một trợ lý đạo diễn nhỏ bé cần cù chăm chỉ làm việc, cuối cùng có được cơ hội thành công. Lý Vũ Xuân còn thể hiện ca khúc chủ đề cùng tên "Khúc dạo đầu" với nhạc nền "My love". Chi phí bộ phim lên đến hơn 10 triệu NDT, sử dụng toàn bộ kỹ thuật quay phim nhựa, với hơn 500 diễn viên quần chúng và hơn 100 vũ công chuyên nghiệp, là bộ phim điện ảnh âm nhạc Châu Á đầu tiên bán vé công chiếu tại rạp.
- Cùng năm, Lý Vũ Xuân phát hành nhiều ca khúc đơn: Ca khúc chủ đề "Tôi vẫn ở đây" của Hội Vận động Tình nguyện Sinh viên quốc tế World University Games lần thứ 26; ca khúc chủ đề tuyên truyền "Chân trời tụ họp từ đây" của Hội Vận động tình nguyện Châu Á lần thứ 16.
- Liveshow Why Me năm thứ 5 được diễn ra tại Nam Kinh.

- Sau đó, Lý Vũ Xuân lên trang bìa tạp chí "Tuần san tin tức Trung Quốc"; nhận được giải thưởng "Nhân vật văn hóa nghệ thuật có ảnh hưởng nhất Trung Quốc" trong 10 năm trở lại; được chọn làm đại sứ Giờ Trái Đất của Quỹ Thế giới Tự nhiên WWF của khu vực Trung Quốc (liên tục 5 năm cho đến nay), và đại sứ Hội Vận động tình nguyện Châu Á lần thứ 16; trở thành nghệ sĩ đầu tiên của Trung Quốc được Bưu điện Trung Quốc in tem và Hội Chữ thập đỏ Trung Quốc in bưu thiếp; đứng thứ 16 trên bảng tổng kết danh sách người nổi tiếng Forbes Trung Quốc (đứng thứ nhất với vai trò ca sĩ). Lý Vũ Xuân cũng là cái tên được tìm kiếm nhiều nhất trong năm 2010 trên baidu với 10.175.595 lượt tìm kiếm.
- Cuối năm, Lý Vũ Xuân ký tiếp hợp đồng 5 năm với công ty quản lý Truyền thông Thiên Ngu cũng chính thức thành lập phòng làm việc cá nhân Lý Vũ Xuân, vạch định toàn bộ phương hướng phát triển sự nghiệp cá nhân.

##### Thời kỳ phát triển toàn diện - tiến ra quốc tế (2011 - 2014)
Năm 2011
- Lý Vũ Xuân phát hành album thứ 5 mang tên "Thanh niên văn nghệ biết nhảy múa", với 5 bài tự viết lời, 2 bài tự viết nhạc, trở thành album có lượng tiêu thụ cao nhất trong năm.
  - Với album này, Lý Vũ Xuân nhận được giải thưởng "Nữ ca sĩ được yêu thích nhất" của Bảng xếp hạng Ca khúc Trung Quốc 5 năm liền; "Nữ ca sĩ được yêu thích nhất" của Bảng xếp hạng TOP Music Radio trong 4 năm liền; "Nữ ca sĩ được yêu thích nhất" của Bảng xếp hạng Âm nhạc Hoa ngữ toàn cầu 2 năm liền và Bảng xếp hạng Âm nhạc Phong Vân; cũng đạt được giải "Nữ ca sĩ có lượng tiêu thụ cao nhất" năm trên mạng âm nhạc di động vô tuyến Trung Quốc cùng nhiều giải thưởng khác tại các lễ trao giải âm nhạc, hơn nữa còn trở thành ca sĩ nội địa đầu tiên vinh dự nhận được giải "Nữ ca sĩ xuất sắc nhất" ở lễ trao giải Thập đại Kim khúc Hồng Kông.
  - Các ca khúc "Thanh niên văn nghệ biết nhảy múa", "Xin lỗi, chỉ là đột nhiên rất nhớ bạn", "Cá chết đuối", "Tôi hát la la la", "Mất trí", "Khúc dạo đầu", "Thời đại ngây thơ" chia nhau chiếm giữ vị trí vô địch trẹn các bảng xếp hạng âm nhạc.
  - Trong lúc đó, Lý Vũ Xuân còn phát hành ca khúc "Đôi cánh nhỏ" cho Quỹ Thiếu niên Nhi đồng Trung Quốc, ca khúc công ích "Âm thanh bất khả thi" tuyên truyền cho Hội Bảo trợ Trẻ em khiếm thính Trung Quốc.

- Tháng 3, Lý Vũ Xuân tổ chức thành công liveshow Why Me tại Vũ Hán, toàn bộ 13.000 chỗ ngồi của sân vận động Vũ Hán bán sạch vé VIP trong 3 phút, và bán tất cả vé trong nửa tiếng.
- Lý Vũ Xuân hợp tác cùng nhà sản xuất Trần Khả Tân và đạo diễn Lưu Vỹ Cường, diễn xuất trong bộ phim điện ảnh 3D thể loại võ hiệp cổ trang "Huyết trích tử", xây dựng nên nhân vật Mục Sâm - là thành viên nữ duy nhất của đội huyết trích tử trong lịch sử Trung Quốc. Trong phim, mặt mộc ra trận, tạo hình áo giáp trang bị vũ khí, lại có trang phục trắng lay động, khắc sâu ấn tượng cho người xem về một nhân vật "bề ngoài cực kỳ kiên cường, nội tâm cực kỳ mềm mại". Cuối cùng, phim đạt được thành tích 71.720.000 vé thời điểm giáp tết. Đồng thời Lý Vũ Xuân cũng thể hiện ca khúc chủ đề "Đao phong thiên lãnh" do Phương Văn Sơn viết lời, Châu Kiệt Luân viết nhạc.

- Cuối năm, Lý Vũ Xuân xếp thứ nhất ở bảng xếp hạng Global Star Scoreboard Baidu (Ngôi sao nổi tiếng toàn cầu) với 360.975.929 lượt ủng hộ trên mạng; nhận được huân chương Duệ sỹ Thời đại lớn của tạp chí Neww Weekly; trở thành ca sĩ đại lục đầu tiên được in hình lên vé số từ thiện; lấy thân phận ca sĩ Trung Quốc duy nhất lên trang bìa tạp chí Nhân Vật Hoàn Cầu, vào top nhân vật ảnh hưởng thế giới từ 2001 - 2010; đồng thời vào top 20 người Châu Á đẹp nhất trên tạp chí Quan Điểm của Pháp.

Năm 2012
- Lý Vũ Xuân phát hành album thứ 6 "Không điên cuồng nữa thì chúng ta sẽ già mất", với 6 bài viết lời, 3 bài viết nhạc, trở thành album bán chạy nhất trong nước năm 2012.
  - Bài hát chủ đề "Năm tháng như lửa cháy" do Lý Vũ Xuân viết nhạc, Hàn Hàn viết lời, ca khúc cùng tên album "Không điên cuồng nữa thì chúng ta sẽ già mất" do Lý Vũ Xuân viết nhạc và lời. Cùng với sự lan truyền rộng rãi của ca khúc này, câu nói "Không điên cuồng nữa thì chúng ta sẽ già mất" cũng trở thành câu nói phổ biến vô cùng hot.
  - Với album này, Lý Vũ Xuân nhận được giải thưởng "Nữ xa sỹ được yêu thích nhất" của các Bảng xếp hạng Ca khúc Trung Quốc 6 lần liên tiếp, Bảng xếp hạng Music Radio Trung Quốc 5 lần liên tiếp, Bảng xếp hạng Âm nhạc Hoa ngữ toàn cầu 3 lần liên tiếp, cũng nhận được giải thưởng "Nữ ca sĩ xuất sắc nhất" của Bảng xếp hạng Phong Vân Đông Phương và nhiều giải thưởng tại các lễ trao giải âm nhạc hằng năm; ngoài ra còn nhận được giải thưởng quốc tế "Nữ ca sĩ xuất sắc nhất Châu Á" tại lễ trao giải MAMA Hàn Quốc, là ca sĩ chiếm giữ lượt tìm kiếm cao nhất 80% trên trang web tìm kiếm naver của Hàn Quốc trong đêm đó.
  - Các ca khúc trong album và ca khúc đơn "Không điên cuồng nữa thì chúng ta sẽ già mất", "Năm tháng như lửa cháy", "Ánh trăng trên mặt biển", "Lúc ấy", "Người điếc", "Hello Baby", "Cảm ơn bạn đã cảm động tôi", "Cảm động vì yêu", "Trân trọng", "Đao phong thiên lãnh" chia nhau giành được các giải thưởng âm nhạc lớn.

- Tháng 3, Lý Vũ Xuân tổ chức thành công liveshow Why Me năm thứ 7 tại Thâm Quyến, 10.000 ghế ngồi của sân vận động Thâm Quyến bán sạch trong vòng 1 tiếng, vé VIP bán sạch chỉ trong 30 giây.
- Tháng 8, tour diễn Điên Cuồng chính thức diễn ra tại trạm Bắc Kinh, toàn bộ chỗ ngồi của sân vận động Wu Ke Song Bắc Kinh bán sạch vé trong vòng 2 tiếng, vé VIP bán sạch trong vòng 2 phút, lập kỷ lục về tour diễn tiêu thụ vé nhanh nhất trên nhạc đàn Hoa ngữ. Toàn bộ tạo hình 5 bộ trang phục trong tour diễn do nhà thiết kế thời trang quốc tế nước Pháp Jean Paul Gaultier đảm nhiệm, đây cũng là lần đầu tiên ông thiết kế trang phục diễn cho nữ ca sĩ Châu Á.

Năm 2013
- Tháng 1, Lý Vũ Xuân trở thành ca sĩ Trung Quốc đầu tiên lên tạp chí VOGUE của Ý (số đầu tiên của năm 2013).
- Tháng 5, Lý Vũ Xuân chính thức được mời đến với thảm đỏ Liên hoan phim Cannes ở Pháp.
- Tháng 6, Lý Vũ Xuân được mời tham dự triển lãm ảnh The Little Black Jacket của Karl Lagerfeld tại Thượng Hải, trở thành nữ ca sĩ Châu Á duy nhất được thể hiện dưới ống kính của nhiếp ảnh gia Karl Lagerfeld. Sau đó, Lý Vũ Xuân chụp ảnh tuyên truyền cho thương hiệu thời trang Chanel trên đường phố Paris
- Tháng 7, Lý Vũ Xuân cùng với Tạ Đình Phong, Trần Khôn, Đào Tinh Oánh đảm nhiệm vai trò giám khảo trong cuộc thi Super Boy của đài truyền hình Hồ Nam, trở thành giám khảo trẻ tuổi nhất trong lịch sử các cuộc thi âm nhạc Trung Quốc.
- Tháng 10, Lý Vũ Xuân tổ chức liveshow Why Me năm thứ 9 ở Thanh Đảo và Thượng Hải. Vé của trạm Thanh Đảo bán sạch trong vòng 69 giây với hơn 300.000 người cùng trực tuyến mua vé, lập kỷ lục thời gian bán vé trên nhạc đàn Hoa ngữ. Toàn bộ 5 tạo hình trang phục do tổng giám đốc sáng tạo toàn cầu Riccardo Tisci của thương hiệu GIVENCHY thiết kế, đây cũng là lần đầu tiên ông thiết kế trang phục diễn cho ca sĩ Châu Á.
- Cùng năm, với album "Không điên cuồng nữa thì chúng ta sẽ già mất", Lý Vũ Xuân tiếp tục nhận giải "Nữ ca sĩ suất sắc nhất" của Bảng xếp hạng Âm nhạc Hoa ngữ toàn cầu, "Nữ ca sĩ được yêu thích nhất" của Bảng vàng nhạc Pop toàn cầu, trở thành ca sĩ đầu tiên trong nước nhận được giải thưởng. Ca khúc "Bước vào giấc mơ bạn" cũng giành được các giải thưởng âm nhạc lớn.
- Ngày 11.11, Lý Vũ Xuân là đại diện ca sĩ người Hoa duy nhất đánh bại các đối thủ lớn đến từ năm châu trên thế giới, nhận được giải thưởng "Ca sĩ xuất sắc nhất toàn cầu" ở lễ trao giải MTV Europe Music Award lần thứ 20.  Theo số liệu thống kê, sau khi kết thúc 3 vòng bầu chọn từ fan hâm mộ, số phiếu bầu của Lý Vũ Xuân tổng cộng là hơn 100 triệu phiếu. Lý Vũ Xuân cũng xếp thứ 15 trong danh sách những người nổi tiếng Forbes của trung Quốc, là ca sĩ trong nước đứng đầu bảng danh sách.

Năm 2014
- Tháng 4, Lý Vũ Xuân tung ra loạt tác phẩm nhiếp ảnh "Chất" (Cool), dùng ống kính chụp những người bạn thân như Châu Tấn, Phác Thụ, Trương Á Đông và chính Lý Vũ Xuân để thể hiện khái niệm "Chất".
- Cuối tháng 4, Lý Vũ Xuân nhận được 2 giải thưởng lớn "Nữ ca sĩ có sức ảnh hưởng nhất Châu Á", "Nữ ca sĩ xuất sắc nhất trong nước", ở lễ trao giải Bảng xếp hạng Âm nhạc Hoa ngữ toàn cầu tổ chức tại Macau, là người giữ vững kỷ lục nhận được nhiều giải thưởng ở bảng nữ ca sĩ (1 lần nhận được "Ca sĩ xuất sắc nhất Châu Á", 3 lần nhận được "Nữ ca sĩ được yêu thích nhất trong nước", 2 lần nhận được "Nữ ca sĩ xuất sắc nhất trong nước".)
- Từ giữa tháng 4 đến tháng 7, Lý Vũ Xuân lần lượt phát hành các ca khúc chủ lực trong album mới như "Chất", "Dance to the music", "Nữ Thần kinh", "1987 Tôi không biết sẽ gặp bạn", trong đó ca khúc "Chất" bắt đầu được tải về làm nhạc chuông. Cũng trong thời điểm đó, Lý Vũ Xuân còn phát hành ca khúc "Dây tơ", là ca khúc chủ đề phim "Vân Trung Ca".
- Ngày 19.5, lần thứ 2 Lý Vũ Xuân được mời đến với thảm đỏ Lễ bế mạc Liên hoan phim Cannes lần thứ 67, cũng là nữ minh tinh người Hoa duy nhất được ban tổ chức mời đảm nhiệm vai trò khách mời lên trao giải, dùng 3 ngôn ngữ Trung, Anh, Pháp  sánh vai với đạo diễn nổi tiếng Abbas người Iran trao giải thưởng "Phim ngắn xuất sắc nhất".
- Cũng trong tháng 5, Lý Vũ Xuân nhận được giải thưởng "Ca sĩ có lượng tiêu thụ cao nhất khu vực Trung Hoa" ở lễ trao giải World Music Awards lần thứ 22 tổ chức tại Monaco, trở thành ca sĩ trong nước đầu tiên có lượng tiêu thụ cao nhất Trung Quốc được Hiệp hội Công nghiệp ghi âm Quốc tế IFPI chứng nhận.
- Ngày 31.7, Lý Vũ Xuân phát hành album thứ 7 "1987 Tôi không biết sẽ gặp bạn", với 5 ca khúc viết lời, một ca khúc viết nhạc.
  - Album này cùng với 2 album trước là "Thanh niên văn nghệ biết nhảy múa" và "Không điên cuồng nữa thì chúng ta sẽ già mất" được trong giới xưng là "Bộ ba văn nghê phục hưng" của Lý Vũ Xuân trên nhạc đàn Hoa ngữ.
  - Với album này, Lý Vũ Xuân trở thành ca sĩ đầu tiên trong nước có album được đặt mua trên Wei Xin, chỉ trong vòng 9 ngày từ khi phát hành đã có hơn 25.000 đơn đặt hàng, tương tác với hơn 900.000 người nghe.

- Ngày 21.8, Lý Vũ Xuân nhận được giải thưởng "Phụ nữ xuất sắc nhất" APEC 2014, trở thành nữ nghệ sĩ Châu Á - Thái Bình Dương duy nhất cho đến nay nhận được giải thưởng này.
- Ngày 28.9, Lý Vũ Xuân nhận được lời mời của bạn thân là nhà thiết kế thời trang quốc tế Riccardo Tisci, lần đầu tham dự tuần lễ thời trang Paris cùng với buổi trình diễn thời trang Xuân Hạ của GIVENCHY 2015.
- Ngày 5.10, Lý Vũ Xuân tổ chức thành công liveshow Why Me năm thứ 9 tại Đại Liên. Toàn bộ 5 tạo hình trang phục do thiên tài thiết kế London Gareth Pugh thiết kế, đây cũng là lần đầu tiên anh thiết kế trang phục diễn cho ca sĩ Châu Á.
- Cuối tháng 10, Lý Vũ Xuân cùng với Dữu Trùng Khách, Thái Y Lâm, Lý Kiện cùng đảm nhiệm vị trí giám khảo trong cuộc thi âm nhạc "Trung Quốc đang lắng nghe" (Rissing Star) do đài CCTV tổ chức.

##### Thời kỳ hoạt động độc lập với Công ty riêng Yellow Stone
Năm 2015
- Tháng 1, Lý Vũ Xuân nhận lời của đạo diễn Hongkong Vương Gia Vệ hát ca khúc chủ đề "Anh khó quên đến thế" cho phim điện ảnh "Nhất Đại Tông Sư 3D". Cùng tháng, tham gia chương trình truyền hình thực tế về động vật  "Người bạn kỳ diệu" mùa đầu tiên.
- Tháng 2, Lý Vũ Xuân độc xướng ca khúc "Thục Tú" của mình trong chương trình Xuân Vãn CCTV, trang phục biểu diễn do Vi Hạ Tư Shiatzy Chen thiết kế riêng, lần đầu tiên nhà thiết kế thời trang Paris chế định trang phục cho ca sĩ Xuân Vãn.
- Tháng 3, nhận lời mời của nhà thiết kế quốc tế Alexander Wang và Karl Lagerfeld tham dự tuần lễ thời trang Paris xem buổi trình diễn thời trang Thu Đông 2015 của Balenciaga và Channel.
- Đầu tháng 4, Lý Vũ Xuân nhận lời tham gia lồng tiếng cho nhân vật nữ chính phim hoạt hình "Hành trình trở về"(Home) của xưởng phim Hoa Kỳ DreamWorks. Ngày 11 tháng 4, Lý Vũ Xuân nhận giải 15 năm cống hiến nổi bật của Sina.
- Ngày 5.5, Lý Vũ Xuân nhận lời mời của bạn tốt tổng giám đốc sáng tạo toàn cầu Givenchy Riccardo Tisci tham dự buổi tiệc từ thiện The Met Gala, tạo hình thảm đỏ được tạp chí Mỹ W Magazine bầu chọn là một trong mười tạo hình đẹp nhất.
- Ngày 22.5, Lý Vũ Xuân lần thứ 3 tham dự liên hoan phim Cannes, cũng nhận lời mời tham gia tiệc từ thiện amfAR Gala Cannes, vì khiến Lý Vũ Xuân một mình bước trên thảm đỏ mà ban tổ chức làm trống thảm đỏ 2 phút. Tạo hình thảm đỏ được trang web RCFA bầu chọn là một trong năm tạo hình đẹp nhất.
- Ngày 25.6, Lý Vũ Xuân trở thành người đại diện toàn cầu dòng quần áo mùa Thu Đông 2015 Givenchy, là ca sĩ Châu Á đầu tiên là đại diện toàn cầu thương hiệu thời trang quốc tế.
- Tháng 7, Lý Vũ Xuân lên bìa tạp chí Vanity Fair tiếng Pháp và Vogue số tháng 9 kỷ niệm 10 năm, trở thành nữ ca sĩ Trung Quốc đầu tiên lên hết các bìa tạp chí thời trang Ngũ đại Nhị tiểu. Nhận lời mời của Giám đốc thời trang toàn cầu tạp chí Harper’s Bazaar Carine Roitfeld, Lý Vũ Xuân là ngôi sao châu Á duy nhất xuất hiện trong bộ ảnh "ICONS ISSUE" All Star trên Harper's Bazaar Mỹ số tháng 9 chụp bởi nhiếp ảnh gia Jean-Paul Goude, tưởng niệm tượng đài thời thượng Coco Chanel. Bộ ảnh cũng được đăng trên Harper's Bazaar toàn cầu số tháng 9.
- Tháng 8, Lý Vũ Xuân bắt tay cùng đạo diễn Lưu Vĩ Cường, Vương Tinh diễn vai nữ chính Cao Phi trong bộ phim "Phong Vân Ma Cao 3".
- Ngày 11.8, concert Why me năm thứ 10 diễn ra ở Thành Đô chính thức bán vé, theo trang web thống kê chính thức có 1.88 triệu người đồng thời cướp vé, 32000 vé bán hết ngay lập tức, doanh thu phòng vé đạt 21.6 triệu NDT. Trang phục concert do 4 nhà thiết kế hàng đầu thế giới Jeremy Scott, Gareth Pugh, Riccardo Tisci và Karl Lagerfeld dẫn đầu đội ngũ thiết kế cùng nhau tạo ra.
- Ngày 11.9, Lý Vũ Xuân lấy tư cách người đại diện toàn cầu Givenchy tham dự Tuần lễ thời trang New York xem buổi trình diễn thời trang nữ Givenchy Xuân Hạ 2016
- Ngày 22.9, Lý Vũ Xuân là ngôi sao Trung Quốc duy nhất được bình chọn vào Danh sách 500 người có ảnh hưởng đến ngành công nghiệp thời trang toàn cầu BoF 500, cũng trở thành nhân vật trên mặt bìa BoF.[9]
- Ngày 19.10, Lý Vũ Xuân lần đầu bắt ngang qua giới thiết kế, hợp tác cùng Clarks cho ra mẫu giày sa mạc giới hạn số lượng, đây là lần đầu tiên Clarks cùng ca sĩ Trung Quốc hợp tác ra mắt sản phẩm thiết kế.
- Ngày 22.10, Lý Vũ Xuân nhận lời mời của đạo diễn Cổ Chương Kha hát OST cho phim điện ảnh "Sơn Hà Cố Nhân" với ca khúc cùng tên.
- Tháng 11, Lý Vũ Xuân và Thư Kỳ cùng nhau đảm nhiệm làm chưởng môn nhân cho chương trình tuyển tú "Bùng cháy đi thiếu niên" của đài truyền hình Chiết Giang.
- Ngày 24.12, Lý Vũ Xuân nhận lời mời của đạo diễn Trần Tư Thành hát ca khúc chủ đề "Phố Người Hoa" cho phim điện ảnh "Thám Tử Phố Người Hoa".
- Ngày 31. 12, lần thứ 11 làm khách quý 0 giờ sân khấu chương trình đón năm mới đài truyền hình Hồ Nam, hát ca khúc mới "Dã man sinh trưởng" và thần khúc B trạm "Disco bình thường" tạo nên cuộc thảo luận rộng rãi.
- Trong năm 2015, Lý Vũ Xuân bằng album "1987 Tôi không biết sẽ gặp người" đạt được Nữ ca sĩ nổi tiếng nhất, Album hay nhất nhất, Album phổ biến nhất, Top 10 kim khúc trong năm,... của Lễ trao giải âm nhạc QQ Đại lục Trung Quốc, Âm Nhạc Phong Vân Bảng, Cool Music Asian Music Festival, MusicRadio China TOP Rankings...

Năm 2016
Năm 2017
Năm 2018
- Năm 2018, ca khúc "Thịnh Hành" của Lý Vũ Xuân trở thành nhạc nền cho phim truyền hình Mỹ "Vũ Khí Tối Thượng".
- Ngày 11.1, Lý Vũ Xuân trở thành người phát ngôn khu vực Trung Hoa của Onitsuka Tiger. Ngày 18 tháng 1, đạt được Nghệ sĩ có ảnh hưởng quốc tế trong năm của Weibo. Ngày 23 tháng 1, Lý Vũ Xuân được chọn là một trong Mười danh nhân văn hóa của Thành Đô.
- Ngày 16.2, phim điện ảnh Tróc Yêu Ký 2 được công chiếu, doanh thu đạt 2.2 tỷ.
- Ngày 31.3, tour lưu diễn Thịnh Hành bắt đầu, tạo hình trang phục do các nhà thiết kế nổi tiếng quốc tê Alessandro Michele, John Galliano, Vivienne Westwood đảm nhận.
- Từ ngày 28.4 đến 7.5, Lý Vũ Xuân đảm nhận Tổng giám chế hạng mục nghệ thuật công chúng "Chợ Phòng thí nghiệm Thịnh Hành" ở triển lãm Thượng Hải.
- Từ ngày 8.5  - 13.5, Lý Vũ Xuân lần thứ 6 tham dự Liên hoan phim Cannes, cũng lần thứ 3 nhận lời tham dự tiệc tối Women in Motion.
- Tháng 6, Lý Vũ Xuân tham gia chương trình tống nghệ "Minh Nhật Chi Tử" mùa 2. Ngày 29 tháng 6, Gucci phát hành hình ảnh quảng cáo Trang sức và Đồng hồ mới của đại sứ thương hiệu Lý Vũ Xuân.
- Ngày 3.8, Lý Vũ Xuân nhận lời mời của nhiếp ảnh gia hàng đầu thế giới Paolo Roversi trờ thành gương mặt phương Đông duy nhất trong lịch Pirelli năm 2020, cùng với những nữ nghệ sĩ từ các quốc gia khác nhau dùng tình cảm và cá tính thể hiện "Juliet", diễn giải vẻ đẹp và sức mạnh của người phụ nữ đương đại. Lý Vũ Xuân trở thành nghệ sĩ Trung Quốc đầu tiên, cũng là nghệ sĩ trẻ tuổi nhất Trung Quốc lên lịch Pirelli. Sau đó, Lý Vũ Xuân xuất hiện trên tạp chí kỷ niệm 20 năm "GQ" ấn bản Ý, nói về câu chuyện "Đi tìm Juliet", cho thế giới thấy sức hấp dẫn và vẻ đẹp mê người của phụ nữ phương Đông. Ngày 21 tháng 8, Lý Vũ Xuân đảm đương "Đại sứ mở rộng Văn hóa Gấu trúc toàn cầu".
- Ngày 20.9, Lý Vũ Xuân lần thứ 4 xuất hiện trong Bảng quyền lực thời trang toàn cầu BoF500. Ngày 30 tháng 9, trở thành người phát ngôn của dòng sản phẩm cao cấp Wonderful Sense của Dove.
- Ngày 10.10, CD+DVD thực thể "Lý Vũ Xuân: Thịnh Hành" mở bán, phá vỡ doanh số IFPI đĩa nhạc bạch kim, lập kỷ lục đĩa bạch kim dự ngạch cao nhất năm. Ngày 20 tháng 10, Lý Vũ Xuân thành người phát ngôn của TREsemme.
- Ngày 31.12, Lý Vũ Xuân lấy thân phận khách quý diễn áp trục 0h Đêm hội kết niên đài truyền hình Giang Tô.

Trong năm, Lý Vũ Xuân, giành được Đêm Weibo, Kugou Music, Abi Deer Music Award, CMA Singer Committee Music, Tencent Video và các giải thưởng khác của năm: Ca sĩ, Album tốt nhất của năm, Đĩa đơn nhạc pop được yêu thích nhất, Màn trình diễn nhạc pop xuất sắc nhất, Nghệ sĩ toàn diện của năm và các giải thưởng khác, lọt vào danh sách Nhân vật ưu tú 40 năm cải cách và mở cửa . Lý Vũ Xuân cũng đã lên toàn bộ bìa Ngũ đại tạp chí nữ trong năm.
Năm 2019
- Năm 2019, Lý Vũ Xuân được vinh danh Người tiên phong thời đại trong Đêm Weibo.
- Ngày 4.5, Lý Vũ Xuân nhận lời mời của Đoàn Thanh niên Cộng sản Trung ương Trung Quốc hát ca khúc "Thanh Xuân Tụng" kỷ niệm 100 năm phong trào Ngũ Tứ.
- Ngày 7.5, Lý Vũ Xuân tham dự MET GALA.
- Từ ngày 15.5 -16.5, tham dự Liên hoan phim Cannes, với trang phục chế định cao cấp đến từ bộ sưu tập Balmain Xuân Hạ 2019 được tờ The Guardian của Anh bình chọn một trong hai mươi bức ảnh tin tức đẹp nhất tuần.
- Ngày 24.5, Lý Vũ Xuân trở thành người phát ngôn toàn cầu của Giambattista Valli x H&M.
- Ngày 15.7, Lý Vũ Xuân làm Đại sứ trao đổi văn hóa Đại hội Thể dục thể thao Sinh viên Thế giới, biểu diễn ca khúc "Thục tú" trong lễ bế mạc hóa Đại hội Thể dục thể thao Sinh viên Thế giới lần thứ 30 ở Naples, Italia.
- Ngày 24.7, album "Oa" chính thức lên sàn, cuối năm lượng tiêu thụ đạt 1.81 triệu bản, doanh thu đạt 36 triệu NDT, trở thành album có lượng tiêu thụ cao nhất 2019, cũng trở thành người đầu tiên đạt 3 đĩa hát cung điện kim cương ở Trung Quốc.
- Ngày 26.8, trở thành bạn thân thương hiệu Mercedes-Benz. Ngày 30 tháng 8, tham dự Lễ trao giải Bài hát hay Trung Quốc 2019 diễn ra tại Macao, nhận được giải "Nữ ca sĩ được hoan nghênh nhất năm", "Nữ ca sĩ biểu diễn sân khấu tốt nhất năm","Kim khúc của năm".
- Tháng 10, tham gia "Tôi chính là diễn viên: Điên phong đối quyết" của đài truyền hình Chiết Giang. Ngày 15 tháng 10, hát ca khúc "Dã Vọng" OST phim "Người đàn ông Song Tử" của đạo diễn Lý An. Ngày 30 tháng 10, trở thành đại sứ thương hiệu Hennessy.
- Ngày 23.11, tham dự lễ bế mạc Liên hoan phim Kim Kê Bách Hoa, hát ca khúc Na Tra.
- Tháng 12, hát OST "Nếu như tôi không phải tôi" phim điện ảnh "Nửa vở hài kịch".
- Ngày 3.12, Lý Vũ Xuân làm đại sứ giải thưởng thời trang Anh Quốc, trở thành đại sứ đầu tiên của giải thưởng này. Ngày 6 tháng 12, hát OST "Vịnh Xuân" cho phim điện ảnh "Diệp Vấn 4".
- Ngày 16.12, Lý Vũ Xuân trở thành người phát ngôn thương hiệu Trúc Diệp Thanh.
- Ngày 31.12, Lý Vũ Xuân lấy thân phận khách quý áp trục 0 giờ Đêm hội kết năm đài Giang Tô, đồng thời hiến xướng tại Đêm hội kết năm CCTV.

Năm 2020
- Tháng 1, nhận giải Người làm âm nhạc có sức ảnh hưởng 10 năm Weibo, Nhân vật có sức ảnh hưởng Tinh Quang công ích.
- Ngày 24.1, cùng Tôn Nam biểu diễn ca khúc "Dòng sông mẹ hạnh phúc trường lưu" trong tiệc tối Xuân Vãn của CCTV.
- Ngày 8.2, Lý Vũ Xuân hợp tác với Nhân Dân Nhật báo khởi sướng hoạt động thắp sáng đèn bình an, đồng thời, vì tình hình dịch bệnh ở Vũ Hán sáng tác ca khúc "Đời đời bình an", ca khúc lọt vào danh sách ca khúc công ích sáng tác kháng dịch ưu tú.
- Ngày 10.2, tập đoàn Đằng Tấn mời Lý Vũ Xuân đảm nhận vai trò Người khởi xướng âm nhạc, phát hành ca khúc kháng dịch "Mãi cho đến bình minh".
- Ngày 5.3, hợp tác với Nhân Dân Nhật Báo, Ủy ban Y tế, Bộ Công An, Liên đoàn Phụ nữ và Weibo phát động hoạt động "Biểu lộ sự đẹp đẽ nhất của cô ấy", sưu tầm tư liệu sống chế tác phim ngắn mừng Ngày Quốc tế Phụ Nữ "Cho con gái", gửi lời tri ơn tới những người phụ nữ bình thường trong tình hình dịch bệnh.
- Ngày 6.4, trở thành người phát ngôn của Belle.
- Ngày 7.4, hợp tác với CCTV khởi xướng hoạt động "Từ mai trở đi, làm một người hạnh phúc", đồng thời tuyên bố đơn khúc "Mặt hướng biển rộng, xuân ấm hoa nở", gửi một lời chúc phúc đến người dân Vũ Hán, mừng ngày thành phố Vũ Hán, tỉnh Hồ Bắc (Trung Quốc) hết phong tỏa.
- Ngày 24.4, làm khách quý tham dự đêm chung kết "Ca sĩ: Đương đả chi niên", đây là lần trở về tham gia tiết mục của Hồ Nam vệ thị sau 15 năm.
- Ngày 26.4, là ngôi sao duy nhất nhận được "Huy chương cống hiến của Hội Chữ Thập Đỏ Trung Quốc năm 2019".
- Ngày 18.6, đảm nhiệm Tổng giám đốc sáng tạo ca khúc chủ đề "Chị gái vô giá" chương trình "Chị gái đạp gió rẽ sóng" của Mango TV.
- Ngày 10.8, trở thành người hướng dẫn chương trình "Sing! China" của đài truyền hình Chiết Giang.
- Ngày 1.10, được Nhân Dân Nhật Báo, New Media Centre mời cải biên và biểu đạt mới "Quốc gia 2020". Ngày 10 tháng 10, tham dự thảm xanh Green Carpet Fashion Awards 2020, nhận giải "GCFA Asia Changemaker Award".
- Ngày 14.10, OST Nửa vở hài kịch "Nếu như tôi không phải tôi" do Lý Vũ Xuân trình bày đạt giải Ca khúc phim điện ảnh hay nhất của giải Hoa Đỉnh lần thứ 27.
- Ngày 31.12, biểu diễn áp trục 0h trong Đêm hội biểu diễn kết năm của đài truyền hình Giang Tô.

## Tác phẩm

### Album
| Tên album                                                                                  | Thời gian phát hành                                                                             | Ca khúc | Công ty thu âm                                 | Bán ra | Music video |
| No 1. EP Vũ cùng bạn bên nhau (The Special Greeting for Chris' Birthday 宇你在一起)        | 10.3.2006                                                                                       | 1. Give me five 2. Give Me Five (Dj Hunter Remix) 3. Mùa đông vui vẻ 4. Mùa đông vui vẻ (Original Karaoke) | Taihe Rye Music                                | Phiên bản giới hạn 84310 bản | 1. Mùa đông vui vẻ |
| No 1. Album Nữ hoàng và ước mơ ( The Queen and the Dreams 皇后与梦想)                      | 15.9.2006                                                                                       | 1. Nữ hoàng và ước mơ 2. Vũ đạo 3. Loving 4. Kulala 5. Chris Lee 6. Mưa 7. Đợi 8. Muốn khóc 9. 0.5 km 10. Happy wake up 11. Băng cúc vật ngữ | Taihe Rye Music                                | Đứng đầu lượng tiêu thụ trong năm 1.370.000 bản được bán ra | 1. Loving 2. Happy wake up 3. Mưa rơi 4. Băng cúc vật ngữ                                                             |
| No 2. Album Của tôi (Mine 我的)                                                            | 11.1.2007                                                                                       | 1. Vương quốc của tôi 2. Tôi 3. Tàu điện ngầm trôi nổi 4. Stop 5. Happy hour 6. 88 người bạn của tôi 7. Màu trắng đen của tôi 8. Vũ điệu Pampas 9. 12 câu tình yêu 10. Over it 11. Kungfu của tôi | Taihe Rye Music                                | Đứng đầu lượng tiêu thụ trong năm | 1. Vương quốc của tôi 2. Tàu điện ngầm trôi nổi 3. Stop                                                               |
| Album Của tôi 2008 version (Mine 2008 version 我的贺岁版)                                  | Tết Trung Quốc 2008                                                                             | 1. Vương quốc của tôi 2. Tôi 3. Tàu điện ngầm trôi nổi 4. Stop 5. Happy hour 6. 88 người bạn của tôi 7. Màu trắng đen của tôi 8. Vũ điệu Pampas 9. 12 câu tình yêu 10. Over it 11. Kungfu của tôi 12. Tôi là XX của anh | Taihe Rye Music                                | Top 10 lượng tiêu thụ trong năm | 1. Vương quốc của tôi 2. Tàu điện ngầm trôi nổi 3. Stop                                                               |
| No 3. Album Thiếu niên Trung Quốc (Youth of China 少年中国)                                | 29.4.2008                                                                                       | 1. Thiếu niên Trung Quốc 2. Học sinh cá biệt 3. Khuynh quốc khuynh thành 4. Tôi là XX của anh 5. Hoa dung sấu 6. HNTV | Taihe Rye Music                                | Đứng đầu lượng tiêu thụ trong năm | 1. Tú tài Hồ Đồng 2. Thiếu niên Trung Quốc 3. Học sinh cá biệt                                                        |
| N+1 Evolution Collection N+1 Evolution 精选辑                                              | 12.2008                                                                                         | 1. Biết từ lúc đầu 2. Hương hoa lê 3. N+1 4. Yêu quá ngốc nghếch 5. Giống như bạn 6. Tàu điện ngầm trôi nổi 7. Màu trắng đen của tôi 8. 0,5 km (ACOUSTIC VERSION) 9. Băng cúc vật ngữ (PIANO VERSION) 10. Mưa 11. Mùa đông vui vẻ (PIANO VERSION) 12. Nữ hoàng và ước mơ (Live) 13. Loving (Live) 14. Happy wake up (Live) 15. Kulala (Live) 16. Muốn khóc (Live) 17. Mưa rơi (Live) 18. 0.5 Km (Live) 19. Vũ đạo (Live) 20. Chris Lee (Live) 21. Vương quốc của tôi (Live) 22. N+1(Live) 23. Over it (Live) 24. Kungfu của tôi (Live) 25. Stop (Live) 26. Tôi là XX của anh (Live) 27. Giống như bạn (Live) | Taihe Rye Music                                | Đứng đầu lượng tiêu thụ trong năm | |
| No 4. Album Lý Vũ Xuân (Chris Lee 李宇春)                                                  | 18.8.2009 (Digital) 20.12.2009 (entity) 31.12.2009 (Overseas)                                   | 1. Amour 2. Gặp nhau ở giao lộ phía trước 3. Hành khách bình thường 4. Một chút 5. Chỗ gác chân 6. Bạn nhỏ 7. Vũ trụ nhỏ 8. Tìm khắp các miền 9. Đáng đời 10. Anaphalis 11. Vẫn còn tôi thương bạn | China Mobile Taihe Rye Music Rock Records, Ltd | Đứng đầu lượng tiêu thụ trong năm | 1. Gặp ngau ở giao lộ phía trước 2. Bạn nhỏ 3. Amor 4. Vẫn còn tôi thương bạn                                         |
| T                                                                                          | 23.4.2010                                                                                       | 1. Thanh niên nghệ thuật biết nhảy múa 2. Xin lỗi, chỉ là đột nhiên rất nhớ bạn 3. Tôi hát lalala 4. Thất tâm phong 5. Cá chết đuối 6. Corner 7. Smarty dance 8. Nhập vai 9. Chuyến du lịch không có kế hoạch 10. My love | EE-Media Li Yuchun studio                      | Đứng đầu lượng tiêu thụ trong năm | 1. Tôi hát la la la 2. Xin lỗi, chỉ là đột nhiên rất nhớ bạn 3. Thanh niên nghệ thuật biết nhảy múa 4. Thất tâm phong |
| No 6. Album Không điên cuồng nữa chúng ta sẽ già mất (Old If Not Wild 再不疯狂我们 就老了) | 04.9.2012                                                                                       | 1. Không điên cuồng nữa chúng ta sẽ già mất 2. Năm tháng như lửa cháy 3. Người điếc 4. Cảm ơn bạn đã cảm động lòng mình 5. Đường sinh mạng 6. Hello baby 7. Khi đó 8. Say goodbye 9. Ánh trăng trên mặt biển 10. Cấm giới | EE-Media Li Yuchun studio                      | Đứng đầu lượng tiêu thụ trong năm | 1. Năm tháng như lửa cháy 2. Hello baby 3. Không điên cuồng nữa chúng ta sẽ già mất 4. Người điếc                     |
| No 7. Album 1987 Tôi không biết sẽ gặp người (A Magical Encounter 1987 1987我不知会遇见你) | 30.7.2014                                                                                       | 1. 1987 tôi không biết sẽ gặp người 2. Dance to the music 3. Nữ thần kinh 4. Cái gì 5. Siêu 6. Ấm lạnh 7. Cool 8. Rock heart 9. Đàn khúc solo của bạn 10. Như lúc đầu | EE-Media Li Yuchun studio                      | Đứng đầu lượng tiêu thụ trong năm | 1. 1987 Tôi không biết sẽ gặp người 2. Dance to the music 3. Ấm lạnh 4. Cool                                          |
| No 8. Dã man sinh trưởng (Growing Wild 野蛮生长)                                           | - EP Dã: 25.5.2016 - EP Man: 19.7.2016 - EP Sinh: 7.9.2016 - EP Trưởng: 22.11.2016 - Toàn album | - EP Dã 1. Cảm giác tồn tại 2. Bung mở 3. Vậy thì sao nào? - EP Man 1. Magical show 2. Nếu 3. Lam - EP Sinh 1. Quả không hoa 2. Trả lại áo Jacket cho tôi 3. Hợp lý bi thương - EP Trưởng 1. Dã man sinh trưởng 2. Thần hồi đáp 3. Tây môn thiếu niên | Li Yuchun studio                               | Đánh dấu album nhạc số đầu tiên doanh số trên 6 triệu bản ở Trung Quốc, lập 9 kỉ lục tiêu thụ nhạc số trên QQ Music. Cuối năm đạt doanh số 6.56 triệu bản.                                   | 1. Cảm giác tồn tại 2. Bung mở (Bản 2D) (Bản VR360) 3. Nếu 4. Quả không hoa 5. Tây môn thiếu niên                     |
| No 9. Thịnh hành (Líu Xíng 流行)                                                           | 07.11.2017                                                                                      | 1. Thịnh hành 2. Privacy 3. Pháo lửa 4. Tai nghe 5. Khẩu âm 6. Hôm nay mưa, thế nhưng chúng ta bên nhau 7. Shake it 8. A pop song 9. Tuổi trẻ hừng hực 10. Một chuyến | Yellow Stone                                   | Chỉ trong 7 tiếng 1 phút, đã cường thế đột phá mức doanh thu 5 triệu trên trang QQ Music. Đứng đầu lượng tiêu thụ trong năm.                                                                 | 1. Thịnh hành 2. Privacy 3. Hôm nay mưa, thế nhưng chúng ta bên nhau 4. Một chuyến                                    |
| No 10. Oa (哇)                                                                             | 24.7.2019                                                                                       | 1. Oa 2. Bạn khỏe không tôi rất khỏe cảm ơn còn bạn 3. Tỉ như: Người 4. Hoodie 5. Cho con gái 6. Một lần nữa rồi lại lần nữa thích đằng ấy 7. Chẳng qua là thế 8. Bơi lội 9. Số máy bạn vừa gọi là số không liên lạc được 10. Vườn lạc thú trần gian | Yellow Stone                                   | Lên sóng QQ Music chỉ trong 35 tiếng 59 phút đột phá mức doanh thu 15 triệu NDT, đạt chứng nhận “Đĩa hát cung điện kim cương” Là album chính thống có mức doanh thu đứng đầu trong năm 2019. | |

### Phim đã đóng
- Thập nguyệt vi thành (2009)
- Long môn phi giáp (2011)
- Huyết Trích Tử (Âm Mưu Hoàng Tộc) (2012)
- Thần bài 3: Phát tài phát lộc (2016)
- Người lái đò (2016)

## Giải thưởng
Bài chi tiết: Giải thưởng và đề cử của Lý Vũ Xuân

## Nhận định
- Mạng Golden Eagle: Lý Vũ Xuân có danh xưng "Nữ hoàng sân khấu" không chỉ có hiệu suất phát hành đĩa hát cực kỳ cao, mà mỗi một album của cô cũng đều đạt vinh dự vô địch lượng tiêu thụ hằng năm, khiến cho album liên tục xuất hiện tình trạng cung không đủ cầu. Cô ấy không chỉ đơn giản đại diện cho thần tượng ngôi sao, mà cái tên Lý Vũ Xuân này đã nói lên biết bao danh hiệu. Kỳ tích thành tựu trên nhạc đàn của cô ấy cũng chứng minh sức ảnh hưởng thế giới của một thần tượng Trung Quốc: sau khi thành danh, nhanh chóng lên trang bìa tạp chí TIME của Mỹ; truyền thông các nước như Today của Mỹ, BBC của Anh Quốc cũng rối rít báo cáo chuyên đề, khiến cho tiếng tăm trỗi dậy trên quốc tế.
- China News Weekly Review: Lý Vũ Xuân là một ngôi sao toàn dân thực sự do nhân dân Trung Quốc bỏ phiếu bầu chọn, là một biểu tượng của thời đại giải trí mới của Trung Quốc. Cô ấy là thần tượng đặc biệt của Trung Quốc, là nhân vật có sức ảnh hưởng lớn nhất trong 10 năm văn hóa nghệ thuật của Trung Quốc.
- Tống Kha: Lý Vũ Xuân có khí phách của một ngôi sao lớn, đây là cảm giác khi lần đầu tiên tôi nhìn thấy cô ấy. Lý Vũ Xuân hoàn toàn không cần lớp hóa trang bao bọc, là đã có thể có biểu hiện rất tốt. Nhạc đàn không có tiêu chuẩn, bản thân Lý Vũ Xuân chính là tiêu chuẩn. Là ca sĩ nhất định phải có màu sắc riêng của mình, Lý Vũ Xuân vừa đúng có đầy đủ điểm này. Cô ấy rất có sức hút!
- Riccardo Tisci: Tôi yêu cô ấy, cô ấy là nàng thơ có tính cách mạng nhất Trung Quốc. Lý Vũ Xuân là một người có phong cách cá nhân mạnh mẽ, là biểu tượng tiêu biểu nhất bây giờ. Cô ấy đẹp, cô ấy khác lạ, mọi người điên cuồng vì cô ấy. Cô ấy là Madonna, Beyonce, và không chỉ đơn giản là người đẹp mà còn là người khôn ngoan.[10]